# 吕步舒
吕步舒（?—?），漢朝人。
董仲舒的弟子，随董仲舒到长安，擔任博士，官至长史。董仲舒居家寫《災異之記》，當時遼東高廟發生了火災，主父偃把書上奏給了漢武帝。漢武帝讓學者討論，以為該書譏諷朝政。呂步舒不知是董仲舒的作品，批評此書是“大愚！”。結果，董仲舒被判死罪。後來被漢武帝赦免。董仲舒写文痛诋吕步舒。曾持斧鉞治淮南獄。
1952年陈寅恪因程曦“不辭而別”之事，写有《吕步舒》一诗云：“证羊见怪借粗奇，生父犹然况本身。不识董文因痛诋，时贤应笑步舒痴。”陳的學生蔡鸿生在《释“陈门恩怨”》文中认为此诗“字里行间，颇见几份厉色”。